# Ходжаев, Алим
Али́м Ходжа́ев (узб. Olim Xoʻjayev; 1910—1977) — узбекский, советский актёр, театральный режиссёр. Народный артист СССР (1959). Лауреат Сталинской премии второй степени (1949) и Государственной премии СССР (1977 — посмертно).

## Биография
Родился 24 сентября (7 октября) 1910 года в Бухаре.
В 1929 году окончил Бухарский институт просвещения, участвовал в театральной самодеятельности.
С 1929 года и до конца жизни — актёр Государственного узбекского театра драмы им. Хамзы в Ташкенте (с 2001 — Узбекский национальный академический драматический театр). В 1975—1977 годах — директор театра.
Выступал и как режиссёр. В 1951 году окончил режиссёрские курсы при ВТО в Москве.
Снимался в кино.
В 1955—1977 годах — председатель правления Театрального общества Узбекской ССР.
Член ВКП(б) с 1945 года. Член ЦК КП Узбекистана (1966—1971, 1976—1977). Депутат Верховного Совета Узбекской ССР 6—9 созывов. Член Комитета по Ленинским и Государственным премиям СССР при СМ СССР (1963—1977).
Умер 14 февраля 1977 года в Москве. Похоронен в Ташкенте на Чигатайском мемориальном кладбище.

## Награды и звания
- Народный артист Узбекской ССР (1948)[2]
- Народный артист СССР (18.03.1959)[3]
- Сталинская премия второй степени (1949) — за исполнение главной роли в спектакле «Алишер Навои» Уйгуна и И. А. Султанова[4]
- Государственная премия СССР (1977 — посмертно)[5]
- Государственная премия Узбекской ССР имени Хамзы (1967)[6]
- Орден Ленина (06.10.1970)[7]
- Орден Трудового Красного Знамени (06.12.1951[8])
- ордена «Знак Почёта» (24.03.1945[9])
- Орден «За выдающиеся заслуги» (Узбекистан) (23.08.2002 — посмертно)[10]
- Медаль «За трудовую доблесть» (01.03.1965)[11]
- медали

## Творчество

### Роли в театре
- 1929 — «Принцесса Турандот» К. Гоцци — Калаф
- 1929 — «Мятеж» по Д. А. Фурманову — Козлов и Шегабутдинов
- 1929 — «Два коммуниста» К. Яшена — Пулат
- 1931 — «История заговорила» 3. Саида и Н. С. Сафарова — Гафар-заде
- 1932 — «Маска сорвана» З. Р. Фатхуллина — Эльбай
- 1932 — «Сожжём» К. Яшена — Урман
- 1934 — «Интервенция» Л. И. Славина — Бродский
- 1935 — «Гамлет» У. Шекспира — Розенкранц
- 1935 — «Женитьба» Н. В. Гоголя — Анучкин
- 1936 — «Гамлет» У. Шекспира — Лаэрт
- 1936 — «Коварство и любовь» Ф. Шиллера — Фердинанд
- 1937 — «Любовь Яровая» К. А. Тренёва — Яровой
- 1938 — «Предатели» З. Р. Фатхуллина — Низамов
- 1939, 1949 — «Гамлет» У. Шекспира — Гамлет
- 1941 — «Отелло» У. Шекспира — Яго
- 1942 — «Полёт орла» И. А. Султанова — Умар
- 1942, 1949, 1960 — «Хамза» К. Яшена и А. Умари — Хамза
- 1944 — «Бесприданница» А. Н. Островского — Паратов
- 1947 — «Кремлёвские куранты» Н. Ф. Погодина — Забелин
- 1947 — «За тех, кто в море!» Б. А. Лавренёва — Клобуков
- 1947 — «Русский вопрос» К. М. Симонова — Гульд
- 1948 — «Алишер Навои» Уйгуна и И. А. Султанова — Алишер Навои
- 1950 — «Генерал Рахимов» К. Яшена — Кедров
- 1951 — «Мещане» М. Горького — Пётр Бессеменов
- 1951 — «Заря Востока» Н. С. Сафарова — Салохиддин
- 1953 — «Сердечные тайны» Б. Рахманова — Саттар
- 1954 — «Пролитая чаша» Ван Шифу — Chjin Gun
- 1955 — «Разбойники» Ф. Шиллера — Карл Моор
- 1956 — «Дочь Ганга» по Р. Тагору — Нолинакха
- 1958 — «Путеводная звезда» К. Яшена — Полторацкий
- 1960 — «Люди с верой» И. А. Султанова — Юлдаш Камилов
- 1961 — «Фауст и смерть» А. С. Левады — Ярослав
- 1963 — «Неизвестный» И. А. Султанова — Нияз
- 1965 — «Убийца» Уйгуна — Садик Сабирович
- 1966 — «Король Лир» У. Шекспира — Лир
- «Дядя Ваня» А. П. Чехова — Астров
- «Неоконченный диалог» В. М. Чичкова — Сальвадор Альенде
- «Заря революции» К. Яшена — Акбарбай
- «Я вижу звёзды» С. А. Азимова — Полванов
- «Бай и батрак» Хамзы — Салих-бай
- «Юлий Цезарь» У. Шекспира — Юлий Цезарь
- «Антигона» Софокла — Креонт
- «Перед заходом солнца» Г. Гауптмана— Маттиас Клаузен

### Режиссёрские работы
- 1953 — «Сердечные тайны» Б. Рахманова
- 1954 — «Пролитая чаша» Ван Шифу
- «Бай и батрак» Хамзы
- «Абу Райхан Беруни» Уйгуна
- «Бай и батрак» Хамзы (Драматический театр Хасково, Болгария)

### Фильмография
- 1927 — Шакалы Равата
- 1954 — Новоселье — Дехканбай
- 1956 — Авиценна — отец Авиценны
- 1956 — Дохунда — Хайит
- 1956 — Священная кровь — Хаким
- 1958 — Высокая должность — Равшан
- 1958 — По путёвке Ленина — Мидхад
- 1958 — Сыновья идут дальше — Давранбек
- 1959 — Второе цветение — Мурадов
- 1959 — Судьба поэта — Шахид
- 1960 — Хамза — Хамза
- 1964 — Где ты, моя Зульфия? — инструктор
- 1964 — Звезда Улугбека — Ходжа Ахрар
- 1964 — Трудный путь — Буриев
- 1965 — Одержимый — шейх Аббас
- 1966 — Лоле (короткометражный) — старик
- 1966 — Тайна пещеры Каниюта — Джавхарий
- 1966 — Измена — Низамеддин
- 1971 — Рустам и Сухроб — поэт
- 1971 — Сказание о Рустаме — поэт
- 1973 — Встречи и расставания — эпизод
- 1973 — Побег из тьмы — Салих Махдум
- 1975 — Восход над Гангом — Мондип
- 1975 — Преодолей себя — Салимхан Абиди

## Память
- Сырдарьинский театр музыкальной драмы в Гулистане, колледж культуры в Бухаре, а также одна из средних школ Ташкента названы именем А. Ходжаева.